# Электровекторное картирование

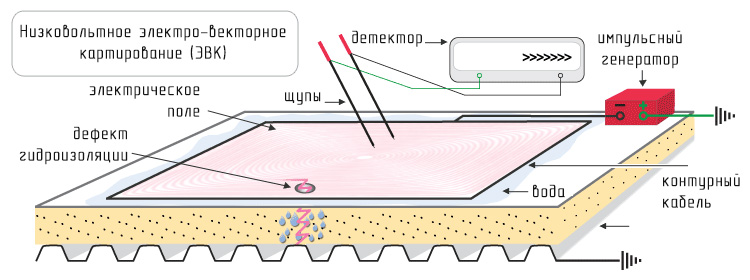
Электровекторное картирование

Электровекторное картирование (ЭВК) — метод неразрушающего контроля целостности нетокопроводящих гидроизоляционных покрытий. Чаще всего применяется для поиска и обнаружения дефектов гидроизоляции кровель (протечек). Метод основан на создании разности электрических потенциалов между поверхностью гидроизоляционного материала и токопроводящей основы, в качестве которой могут выступать железобетонные плиты перекрытий, влажные грунты, металлические конструкции, армированные цементные стяжки и т. п.

## Описание и принцип работы
На предварительно увлажненную поверхность гидроизоляционного материала вокруг тестируемой области укладывается кабель, который подключается к одному из контактов импульсного генератора. Второй контакт генератора подключают к токопроводящему основанию, находящемуся под гидроизоляционным материалом, который в этой схеме выступает в роли электрического изолятора.
При наличии повреждений в гидроизоляции-изоляторе в месте дефекта возникает электрический ток. Используя специальные методы измерений разности электрических потенциалов на увлажненной поверхности определяют направление электрического тока в различных точках (векторы). Точка пересечения векторов точно указывает на место пробоя изоляции, то есть на дефект (повреждение) гидроизоляционного покрытия.